# Audrey Pattersonová
Audrey „Mickey“ Pattersonová (27. září 1926 New Orleans, Louisiana, USA – 23. srpna 1996 National City, Kalifornie, USA) byla americká sprinterka. Stala se první afroamerickou ženou, která získala olympijskou medaili. Na LOH 1948 v Londýně získala v běhu na 200 metrů bronzovou medaili.